# Heinz Jaising
Heinz Jaising (* 6. März 1921 in Ahlen; † 24. Oktober 1982 in Bremen) war ein deutscher Politiker und Mitglied der Bremischen Bürgerschaft (SPD).   

## Biografie
Jaising war als Polizeibeamter in Bremen tätig. 
Er war Mitglied der SPD und in verschiedenen Funktionen aktiv. Er war für die SPD von 1975 bis 1982 (†) in der 9. und 10. Wahlperiode sieben Jahre lang Mitglied der Bremischen Bürgerschaft. Er war in der Bürgerschaft in verschiedenen Deputationen tätig. Nach seinem Tod rückte Ludwig Hettling (SPD) als Abgeordneter nach.
Er war verheiratet mit Helga Jaising (1921–1981). Er wurde auf dem Waller Friedhof beerdigt-